# 黑心企業 (日本)
黑心企业（日语：ブラック企業），或稱黑心公司（ブラック会社），相當於中文血汗公司，在日本指的是大量招聘年轻人，随后通过過度勞動、违法劳动、权力骚扰等手段耗尽员工，逼迫他们离职的公司。

## 概述
有报道指出，黑心企业尽管意识到了侵犯员工权利的行为，但他们并没有采取适当的措施加以处理。 
在中文和英语中，工作环境和工作条件恶劣的工作场所被称为血汗工厂。 在这种工作环境下，身体、精神、人际关系和生活都可能被摧毁。